# Diplachne
Diplachne es un género de plantas herbáceas perteneciente a la familia de las poáceas. Es originario de las regiones tropicales y templadas de Asia.
Algunos autores lo consideran un sinónimo del género Leptochloa.

## Taxonomía
El género fue descrito por P.Beauv. y publicado en Essai d'une Nouvelle Agrostographie 80, pl. 16, f. 9. 1812. La especie tipo es: Diplachne fascicularis (Lam.) P. Beauv. 
Etimología
El nombre del género deriva del griego diploos (doble) y achne (gluma), refiriéndose a la lemma bilobulada.
Citología
El número cromosómico básico del género es x = 10, con números cromosómicos somáticos de 2n = 40 y 60, ya que hay especies diploides y una serie poliploide.

## Especies
- Diplachne acuminata Nash
- Diplachne dubia (Humb., Bonpl. et Kunth) Nees
- Diplachne halei Nash
- Diplachne maritima E. P. Bicknell
- Diplachne petelotii A. Camus
- Diplachne tracyii Vasey
- Diplachne viscida Scribn.